# Alchemy (Adobe)
Alchemy é um projeto de pesquisa da empresa Adobe Systems que permite compilar códigos escritos em C e C++ para o bytecode da máquina virtual do Actionscript (AVM2), podendo ser executado no Flash Player ou Adobe AIR. Isto é possível compilando o código de C/C++ para o bytecode da LLVM e então traduzindo-o para o bytecode utilizado pela AVM2. O resultado é um arquivo SWF/SWC consideravelmente mais rápido do que um código comum escrito em Actionscript, mas de 2 a 10 vezes mais lento que um código C++ nativo.